# José Montaury
José Montaury de Aguiar Leitão (Río de Janeiro, 1858 - Porto Alegre, 1939) fue un ingeniero y político brasileño. Ocupó el cargo de alcalde de Porto Alegre durante 27 años tras ser elegido 7 veces consecutivas habiendo sido el primer alcalde en ser elegido a través del voto directo. Fue hombre de confianza de Júlio de Castilhos y llevó adelante muchas de las transformaciones fundamentales de la ciudad como la implación de servicios públicos de iluminación y transporte así como la construcción de avenidas.